# Sant'Elena (Venezia)
Sant'Elena è un quartiere del centro storico di Venezia, collocato alla sua estremità orientale.
Può essere considerata parte del sestiere di Castello, sebbene la numerazione civica - caso unico nel centro storico - sia riferita ad ogni singola calle.

## Caratteristiche

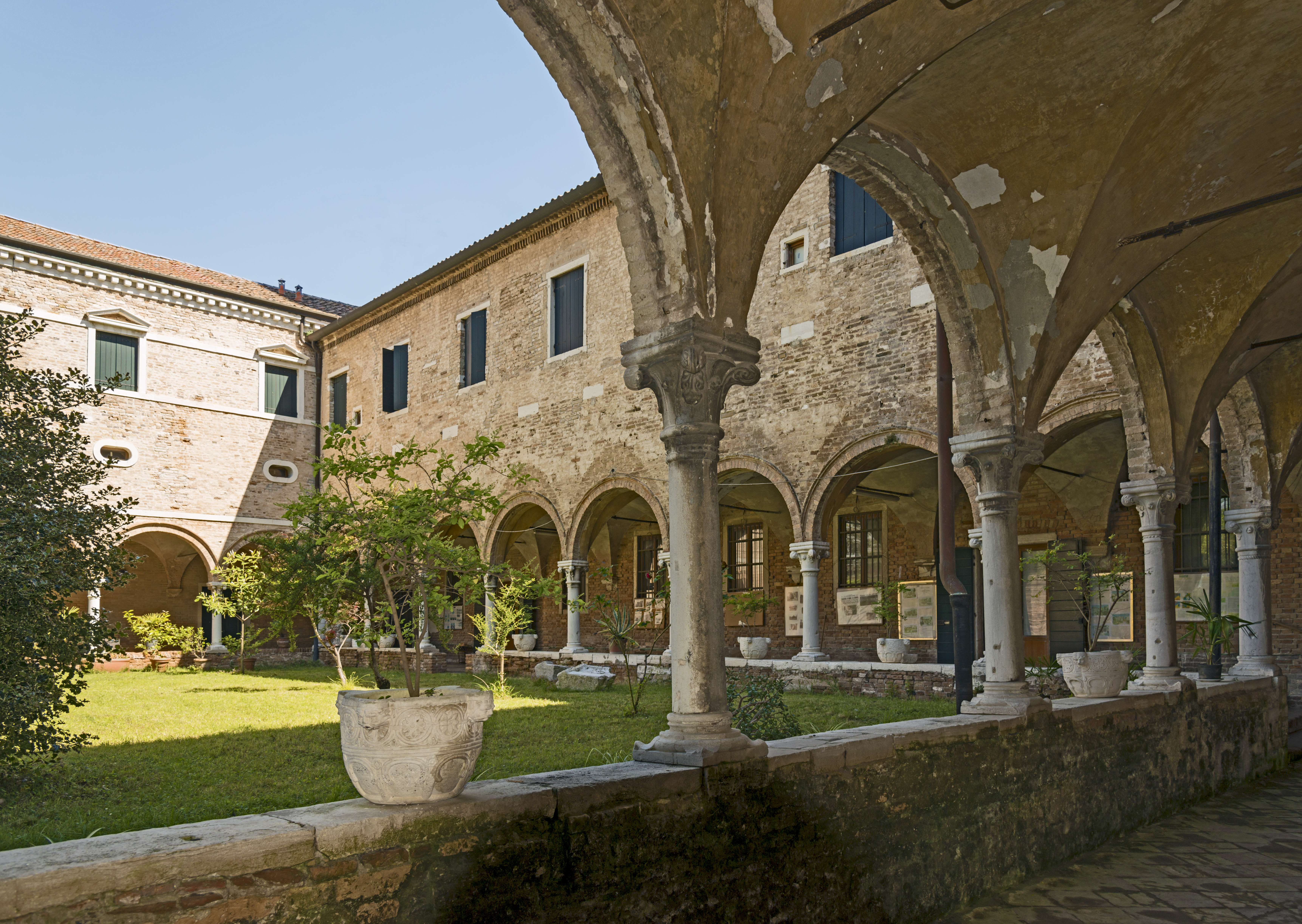

Il toponimo un tempo si limitava all'isolotto dove sorge la chiesa di Sant'Elena, che da secoli custodirebbe le reliquie dell'omonima santa, madre di Costantino. Il luogo sacro, con l'annesso monastero degli agostiniani prima, e dal 1407 degli Olivetani, fiorì sino alle soppressioni napoleoniche e divenne in seguito un magazzino (1810).
Gran parte della zona è però di origine recente, essendo sorta attorno agli anni venti del XX secolo bonificando una sacca utilizzata per addestramenti militari e che incorporò nel tessuto urbano l'isola di Sant'Elena, prima di allora distaccata e completamente circondata dalla laguna. Il toponimo fu così esteso al moderno quartiere residenziale che sorse poco dopo. A seguito di questa bonifica l'isola si estese fino a diventare una propaggine del sestiere di Castello.
L'urbanizzazione portò anche alla riconsacrazione della chiesa, da allora affidata ai Servi di Maria e oggi ai salesiani di Don Bosco.
L'isola comprende anche lo stadio "Pierluigi Penzo", il Parco delle rimembranze (noto anche come "pineta di Sant'Elena", quasi un prolungamento dei giardini della Biennale), due darsene (di cui una per le sole barche a vela) e la scuola navale militare "Francesco Morosini".

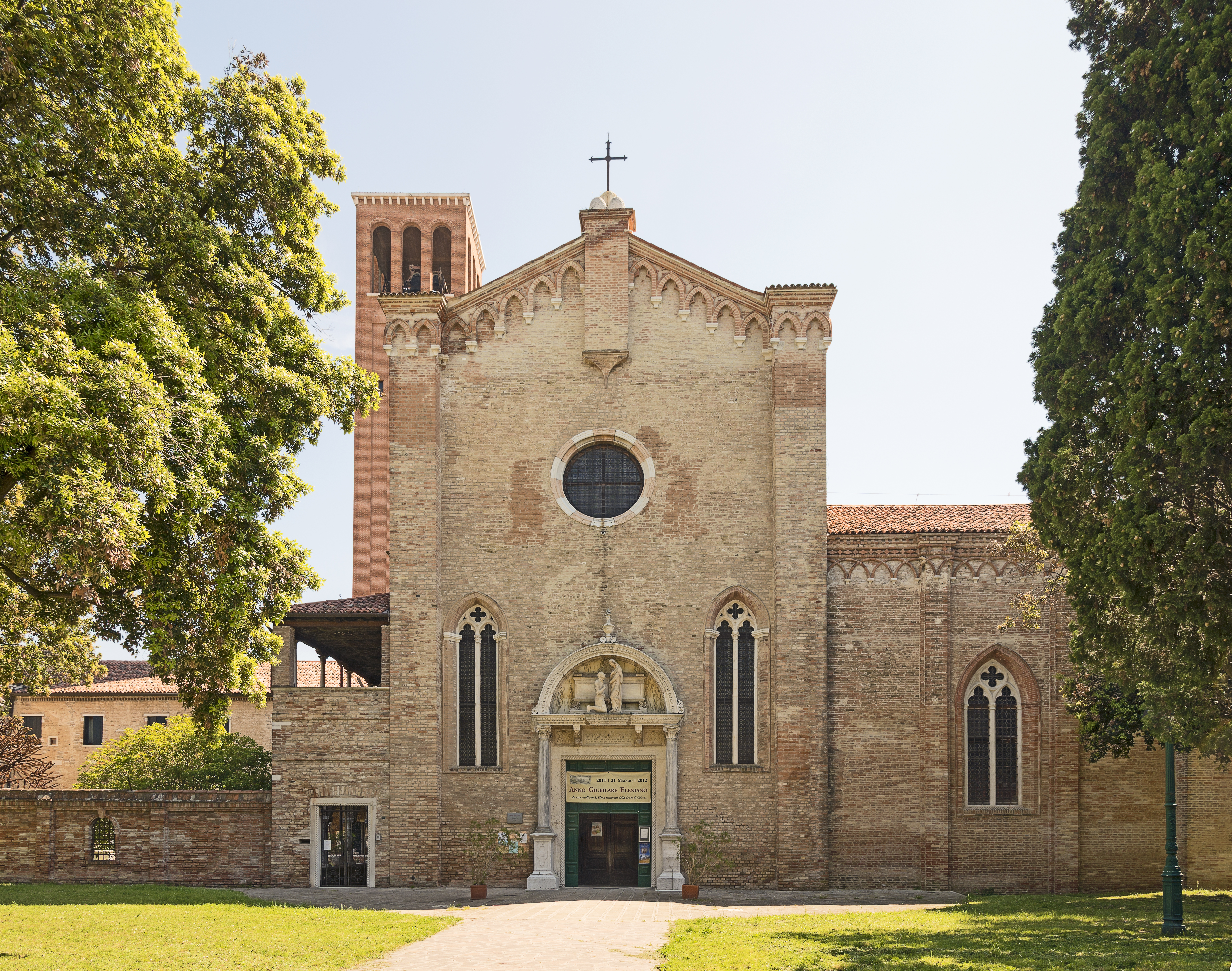
Chiesa di Sant'Elena
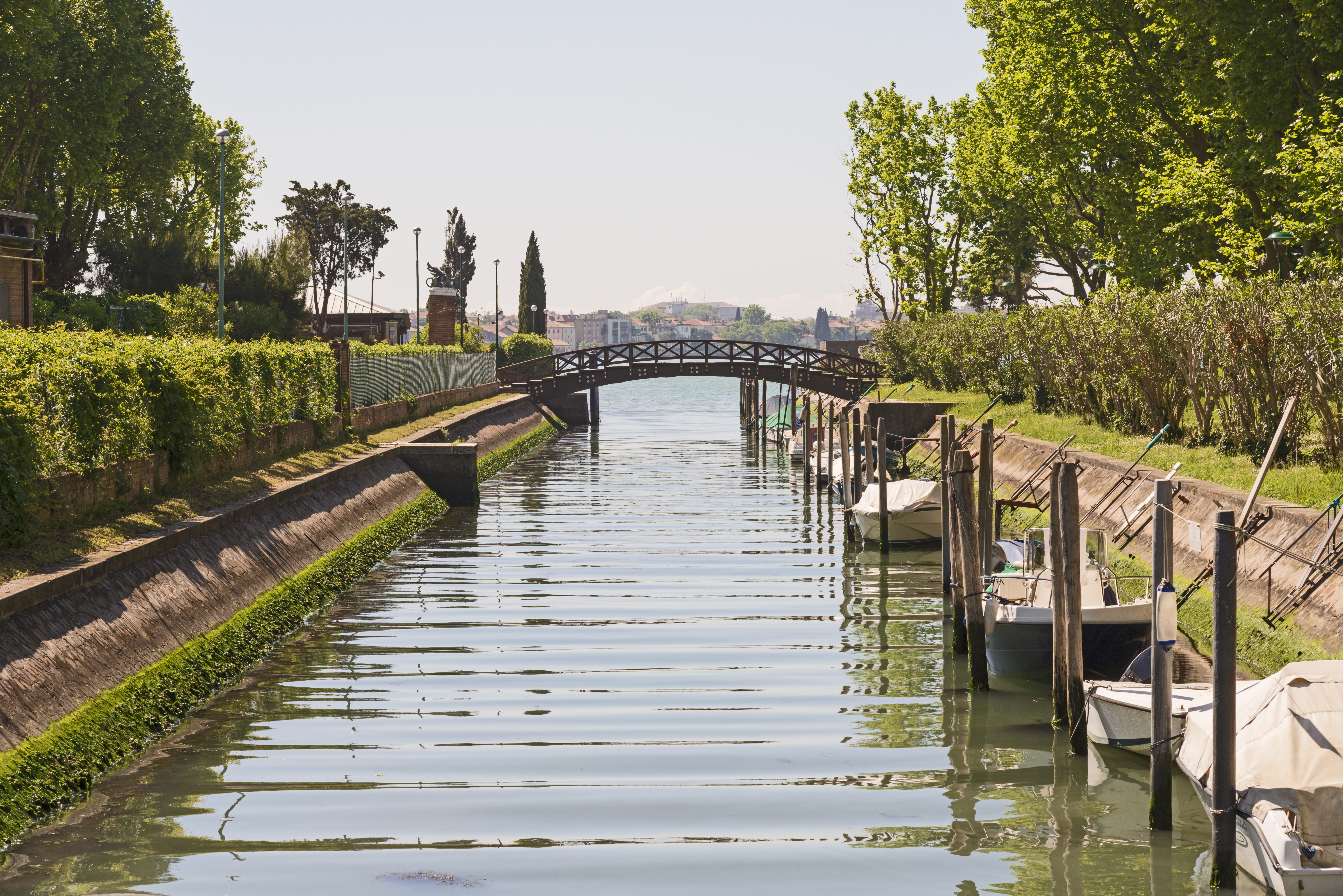
Rio di Sant'Elena